# Regio TV Rostock
Regio TV Rostock ist ein privater Fernsehsender für die Hansestadt Rostock und Umgebung. Er gilt als der größte in Mecklenburg-Vorpommern. Der Sender informiert über aktuelle Geschehnisse aus Gesellschaft, Politik, Wirtschaft, Kultur und Sport. Über die TV-Kabelnetze erreicht er über 130.000 Haushalte mit etwa 225.000 Menschen. Das Sendegebiet erstreckt sich von der Hansestadt Rostock bis hin zu den nahegelegenen Städten Bad Doberan, Kühlungsborn und Ribnitz-Damgarten. Bis zum 1. November 2023 war der Sender unter dem Namen „tv.rostock“ bekannt.

Logo des tv.rostock

## Geschichte
Sendestart war im Jahr 2001 zunächst nur im TV-Kabelnetz der Stadt Rostock. Zu Beginn wurde lediglich eine Sendung pro Woche ausgestrahlt, die Anzahl der Sendungen steigerte sich im Laufe der Jahre kontinuierlich. Seit Oktober 2006 bietet der Sender den Zuschauern wöchentlich sechs Sendungen (Mo–Fr, Sa/So). Sendegebietserweiterungen erfolgten 2006 in das TV-Kabelnetz Bad Doberan und 2011 in die TV-Kabelnetze Kühlungsborn und Ribnitz-Damgarten. Ab 2012 wurde das zugehörige Internetfernsehen erstmals online gestellt und dann sukzessive erweitert. Seit 4. November 2020 wird in HD im Vodafone-Kabelnetz gesendet. Ende des Jahres 2022 meldete der vorherige Betreiber mediadock GmbH Insolvenz an und es drohte mit Ablauf des Jahres die Einstellung des Sendebetriebs. Dies konnte durch eine Übernahme durch die Regio TV Stuttgart GmbH & Co. KG abgewendet werden.

## Der Sender

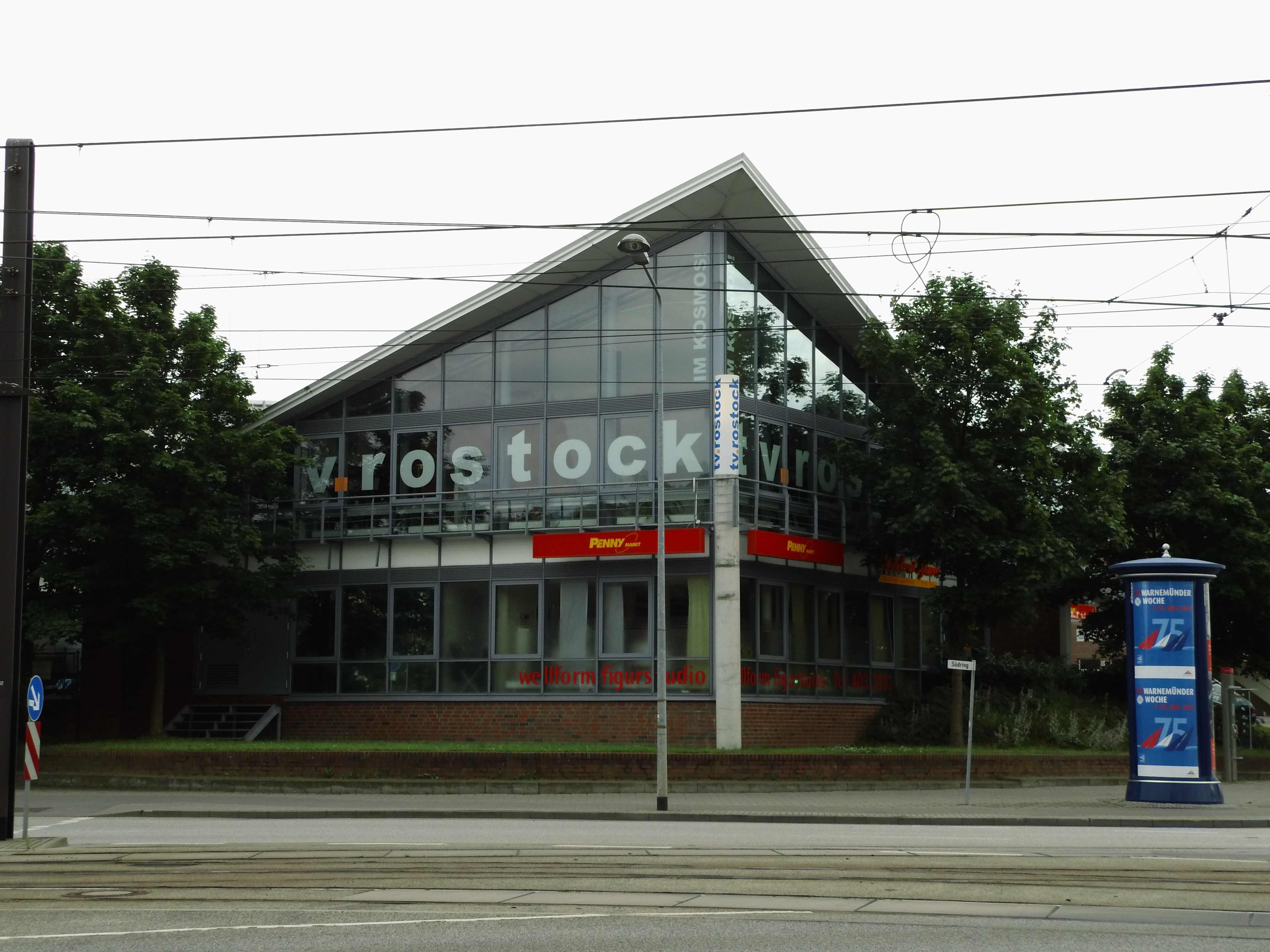
Studio in der Rostocker Südstadt

Regio TV Rostock hat seinen Sitz im „Kosmos“ in der Südstädter Nobelstraße. Hier stehen ein ca. 140 Quadratmeter großes Studio sowie Redaktions- und Schnittplätze zur Verfügung. Der Sender beschäftigt regelmäßig ca. 10 Mitarbeiter.

## Programm
Nach einer großen Programmreform zum 1. Januar 2013 wird an jedem Sendetag ein Nachrichtenmagazin von ca. 20 min für die Region produziert und ausgestrahlt. An den Sendetagen Montag bis Donnerstag einer Woche wird weiter eine Produktion – Schaufenster Rostock – ausgestrahlt, Montag und Donnerstag unmittelbar im Anschluss an das Nachrichtenmagazin, Dienstag und Mittwoch im Anschluss an das zunächst folgende, wöchentlich neu produzierte, Jugendmagazin für die Region On`R.
Am Freitag und den Sendetagen Samstag und Sonntag (Sa/So beinhaltet der Nachrichtenteil einen Wochenrückblick) schließen sich an das Nachrichtenmagazin, zu jedem Wochenende wechselnde, spezielle Wochenendsendungen sowie das Format Das Wetter zum Wochenende an.
Um 18 Uhr erfolgt jeweils die Erstausstrahlung des Programms des Sendetages im Kabelnetz und im Internetfernsehen, Wiederholungen erfolgen im Kabelnetz zu jeder vollen Stunde. Das Programm finanziert sich ausschließlich über Werbe- und Sponsoringeinnahmen.
Im Jahr 2016 wurde der Sender mit dem Fernsehpreis „Regiostar“ für das beste Nachrichtenjournal im privaten Regionalfernsehen ausgezeichnet.

## Wochenendsendungen (beispielhaft)
- Talkregion Rostock
- City Cooking
- Zeitmaschine auf tv.rostock
- Rostock vor 10 Jahren
- Das Wetter zum Wochenende